# Belgian International 1970
Die Belgian International 1970 im Badminton fanden vom 27. Februar bis zum 1. März 1970 im Centre des Sports in La Louvière statt.

## Titelträger
| Disziplin    | Sieger                         |
| ------------ | ------------------------------ |
| Herreneinzel | Kurt Johnsson                  |
| Dameneinzel  | Imre Nielsen                   |
| Herrendoppel | David Horton Elliot Stuart     |
| Damendoppel  | Margaret Boxall Susan Whetnall |
| Mixed        | Paul Whetnall Margaret Boxall  |

## Finalergebnisse
| Disziplin    | Sieger                         | Finalist                   | Ergebnis           |
| ------------ | ------------------------------ | -------------------------- | ------------------ |
| Herreneinzel | Kurt Johnsson                  | Alan Parsons               | 15–10, 15–6        |
| Dameneinzel  | Imre Nielsen                   | Eva Twedberg               | 12–10, 7–11, 12–10 |
| Herrendoppel | David Horton Elliot Stuart     | Tom Bacher Poul Petersen   | 5–15, 15–10, 15–1  |
| Damendoppel  | Margaret Boxall Susan Whetnall | Anne Berglund Imre Nielsen | 15–4, 15–6         |
| Mixed        | Paul Whetnall Margaret Boxall  | Alan Parsons Lore Hawig    | 15–4, 15–5         |